# Замок Атламни
Атламни (англ. Athlumney Castle) — ирландская каменная крепость XV века, расположенная в графстве Мит рядом с городом Ан-Уавь.

## История замка
Замки часто являлись центром незащищённой сельской местности, которая начала появляться в Ирландии с XVII века. Многие из них заселены до настоящего времени, но Атламни, расположенный на восточном побережье Бойна, уже давно лежит в руинах. Он включает в себя башню, построенную семьей Дауделл, которая затем предположительно около 1630 года была расширена длинным остроконечным особняком со множеством многостворчатых окон и изящным эркером. Башня имеет четыре этажа, есть чердак и четыре угловые выступающие башенки разных размеров, в которых расположены лестницы, уборные и небольшие кабинеты. В южной стене первого этажа находится секретная внутристенная комната, войти в которую можно по узким ступенькам, идущим выше. Как предполагают, она была сделана, чтобы укрывать священников, так как Дауделлы были строгими католиками.
Кроме того, замок имеет цилиндрический свод над первым этажом, доступ туда осуществляется через портал южной стены. Вход в замок расположен в северной стене, он был защищён бойницей, находящейся в небольшой комнате над первым этажом. На верхние этажи вела винтовая лестница в углу северо-западной стены. Около северной стены над сводом проходила галерея. На первом этаже находился камин, там же, у юго-восточной стены, была уборная.
Особняк имел три этажа и прилегал к замку у его южной и западной стен. У камина, находящегося у южной стены, располагалась печь, ещё одна была у северной стены. Выступ в западной стене вмещал в себя лестницу.
Рядом с замком находятся руины поместной церкви с колокольней XIV века. Сам замок стоит на небольшом холме, около него располагается двор.
Особняк был сожжён в 1649 году кем-то из членов семьи Магвайров, которая проживала в нём, когда Оливер Кромвель захватил Дроэду. Целью этого поступка было не допустить, чтобы Кромвель получил здесь укрытие или возможность содержать армию. Огонь охватил всё здание, поглотив, как поговаривали, очень богатые и дорогие помещения. Строение было снова сожжено в 1690 году, после битвы на реке Бойн, владельцем лордом Ланселотом Дауделлом, который не хотел, чтобы оно досталось Вильгельму III Оранскому. По рассказам, Дауделл поджёг замок, встал на берегу реки и всю ночь смотрел на пылающее здание. Именно по этой причине Атламни часто называют замком Дауделлов.